# Clésio
Clésio Palmirim David Baúque (Maputo, 11 oktober 1994) is een Mozambikaans voetballer die bij voorkeur als vleugelspeler speelt. Hij tekende in 2013 bij SL Benfica.

## Clubcarrière
Clésio maakte in januari 2013 de overstap van het Mozambikaanse Ferroviário de Maputo naar SL Benfica. In 2014 werd hij verhuurd aan he Amerikaanse Harrisburg City Islanders, waar hij vijf doelpunten maakte in twintig wedstrijden. SL Benfica. Op 1 februari 2015 debuteerde de vleugelspeler voor Benfica B in de Segunda Liga tegen Leixões SC. Zijn eerste treffer voor Benfica B volgde op 24 mei 2015 tegen Vitória SC B. Op 30 oktober 2015 maakte Clésio zijn opwachting voor de eerste ploeg in de Primeira Liga tegen CD Tondela. Hij mocht van coach Rui Vitória in de basiself starten en werd na 64 minuten vervangen door André Almeida.

## Interlandcarrière
Op 15 november 2011 debuteerde Clésio voor Momzabique in de WK-kwalificatiewedstrijd tegen de Comoren. In die wedstrijd maakte hij meteen zijn eerste interlanddoelpunt. Op 29 februari 2012 maakte Clésio zijn tweede interlandtreffer tegen Tanzania.